# Thomas Frederick Tout
Thomas Frederick Tout (* 28. September 1855 in London; † 23. Oktober 1929 ebenda) war ein britischer Mittelalterhistoriker. Er war Professor an der University of Manchester und begründete dort mit James Tait (1863–1944) eine Historikerschule, die vor allem auf Quellenstudien Wert legte.
Tout studierte an der Universität Oxford (Balliol College) und war Fellow des Pembroke College. Er lehrte am St. Davis College in Lampeter (der späteren University of Wales, Lampeter) von 1881 bis 1890 und danach am Owen College in Manchester, der späteren Universität. In Manchester führte er Forschung an Originalquellen für die Studenten in das Geschichtsstudium ein und verlangte eine Abschlussarbeit, die darauf basierte. Das war damals nicht selbstverständlich und die Bemühungen seines Freundes Charles Harding Firth, dasselbe in Oxford einzuführen, stießen auf großen Widerstand bei denjenigen, die vor allem die Ausbildung einer Verwaltungselite für Großbritannien und das Empire im Auge hatten.
Er befasste sich insbesondere mit Verwaltungsgeschichte Englands im Mittelalter. Hier ist er vor allem durch sein Opus magnum Chapters in the Administrative History of Medieval England bekannt. Er schrieb auch viele Artikel für das Dictionary of National Biography.
1925 bis 1929 war er Präsident der Royal Historical Society. Er war auch Präsident der Historical Association und seit 1911 Fellow der British Academy.

## Schriften
- The History of England, from the accession of Henry III. to the death of Edward III., 1216–1377, Longmans, Green 1905, Project Gutenberg
- mit Frederick York Powell: History of England, 3 Bände, London, Longmans, Green 1898–1900
- The Place of the Reign of Edward II in English History, Manchester University Press 1914 (Ford Lectures in Oxford 1913)
- Edward the First, Macmillan 1893
- France and England: their Relations in the Middle Ages and Now, Manchester, 1922
- Chapters in the Administrative History of Medieval England: The Wardrobe, The Chambers and the Small Seals, 6 Bände, Manchester University Press 1920 bis 1933, Neuausgabe Manchester University Press 1967, Online
- The empire and the papacy, 918–1273, Greenwood Press 1980
- The captivity and death of Edward of Carnarvon, Manchester University Press und Longmans, Green 1920
- An advanced history of Great Britain from the earliest times to 1923, Longmans, Green 1923
- Medieval town planning, a lecture, Manchester University Press 1934